# Hanovre 96
Maillots
Actualités
Le Hanovre 96 (Hannoverscher SV 1896) est un club de football allemand fondé en 1896 et basé à Hanovre. Il évolue en 2. Bundesliga, la deuxième division allemande de football, depuis la saison 2018-2019.

## Dates importantes
- 1896 : fondation du club sous le nom de Hannoverscher FC.
- 1913 : fusion avec le BV Hannovera 1898 en Hannoverscher SV 1896.
- 1938 : le club remporte son premier Championnat d'Allemagne.
- 1959 : première participation à une Coupe d'Europe (C3, saison 1958/60).
- 2009 : à la suite du décès de Robert Enke, le club retire le numéro 1.

## Histoire

### De la fondation en 1896 à la Seconde Guerre mondiale

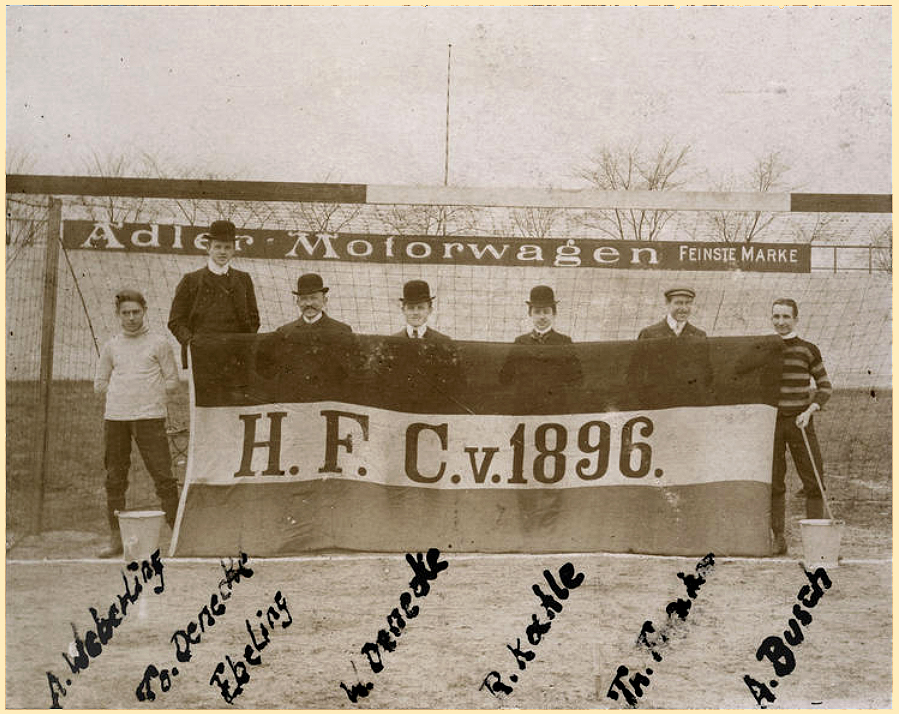
Drapeau du Hanovre 96 fièrement présenté à l'intérieur du stade de Radrennbahn am Pferdeturm en 1905.

Le club est fondé le 12 avril 1896 sous le nom de Hannoverscher Fußball-Club 1896, sur la suggestion de Ferdinand-Wilhelm Fricke, fondateur du Deutscher FV 1878 Hannover. Ils voulaient initialement créer le club pour l'athlétisme et le rugby : le football n'est devenu leur intérêt principal qu'en 1899. La plupart des membres de Germania 1902 Hannover font partie de 96 en 1902, alors que d'autres membres fondèrent le Hannoverscher Ballspielverein.

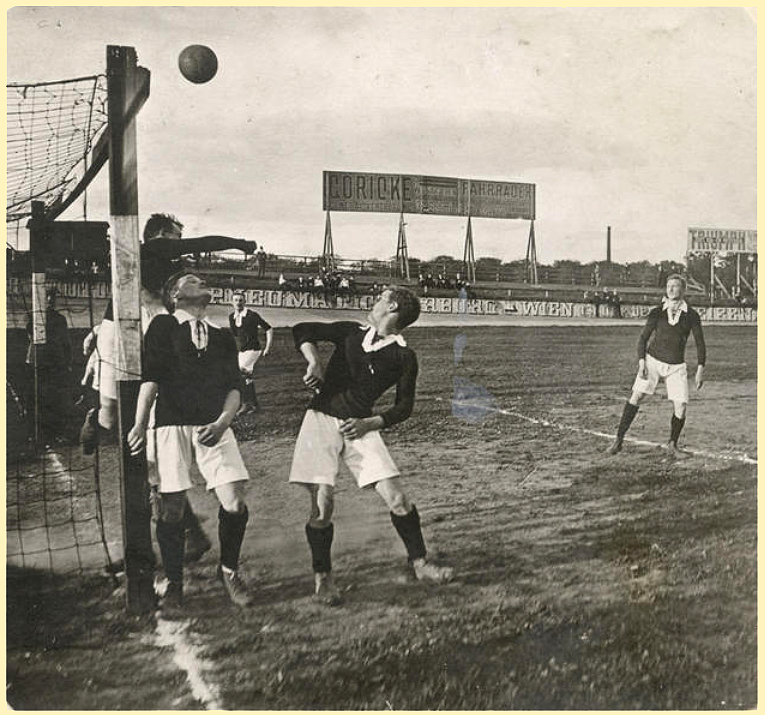
Match nul 1-1 entre le Hanovre 96 et le Holstein Kiel le 25 septembre 1910 au Radrennbahn am Pferdeturm

En 1913, ils fusionnent avec Ballverein 1898 Hannovera (fondé lors de la fusion de Fußballverein Hanovre Hannovera 1898 Hannover et Hannoverscher BV en 1905) pour devenir Hannoverscher Sportverein 1896. Les couleurs du Hannoverscher FC étaient en noir-blanc-vert, mais ils jouaient en bleu, pendant que BV jouaient en rouge. L'équipe nouvellement unie choisit le vert, le noir et le blanc comme les couleurs du club, mais ils choisissent de jouer en rouge, en donnant à l'équipe le pseudo Die Roten ("The Reds"). Le troisième maillot de l'équipe est dans les couleurs officielles du club. Le club fait des apparitions régulières dans les séries éliminatoires nationales au début des années 1900, mais ne peut devancer l'Eintracht Brunswick, créant une rivalité minoritaire toujours présente actuellement. Le HSV occupe les côtés forts et fait des apparitions au niveau national dans les années 1920.
Sous le Troisième Reich, le football allemand est en 1933 réorganisé en 16 ligues, Hanovre faisant dès lors partie de la Gauliga Basse-Saxe. Le club remporte son premier championnat national en 1938, lors d'un des plus grands exploits de l'histoire du football allemand, lorsqu'ils battent Schalke 04, l'équipe dominante du pays à l'époque. Le score est de 3-3 après 90 minutes mais Hanovre l'emporte 4-3 dans les arrêts de jeu. En 1942, l'équipe déménage dans la Gauliga nouvellement crée, la Gauliga Braunschweig-Südhannover.

### Saisons
Hanovre 96 est deux fois champion d'Allemagne en 1938 puis en 1954.
En 1958, le club déménage de son stade du Radrennbahn am Pferdeturm alors en passe d'être démoli, pour s'installer dans sa nouvelle enceinte du Niedersachsenstadion.
Le club alors qu'il évolue encore en deuxième division allemande remporte la coupe d'Allemagne en 1992.
Après une saison 2009-2010 très moyenne terminée à la 16e place, lors de la saison 2010-2011, le club de Hanovre finit à une inattendue 4e place, à seulement 5 points du champion, le Bayern Munich.
Pour la saison 2011-2012, le club réalise une nouvelle fois une bonne saison, en se classant 7e, synonyme de qualification en Ligue Europa. Lors de cette même saison 2011-2012, le club réalise un honorable parcours en Ligue Europa en atteignant les quarts de finale : après avoir éliminé le FC Bruges et le Standard de Liège, Hanovre s'incline contre le futur vainqueur de la compétition, l'Atletico Madrid (1-2, 1-2).
Le club est relégué en deuxième division à l'issue de la saison 2018-2019.

## Palmarès
| \| - Championnat d'Allemagne (2) : - Champion : 1937-38 et 1953-54. - Coupe d'Allemagne (1) : - Vainqueur : 1991-92. \| \| - Championnat d'Allemagne de deuxième division (2) : - Champion : 1986-87 et 2001-02. - Vice-champion : 1984-85 et 2016-17. - Champion d'Allemagne de deuxième division-Nord (1) : - Champion : 1974-75. \| |  | |
| - Championnat d'Allemagne (2) : - Champion : 1937-38 et 1953-54. - Coupe d'Allemagne (1) : - Vainqueur : 1991-92. |  | - Championnat d'Allemagne de deuxième division (2) : - Champion : 1986-87 et 2001-02. - Vice-champion : 1984-85 et 2016-17. - Champion d'Allemagne de deuxième division-Nord (1) : - Champion : 1974-75. |

## Personnalités du club

### Entraîneurs
Liste des entraîneurs de Hannovre 96 depuis 1932,
- Robert Fuchs (1) : 1932-1946
- Fritz Pölsterl : octobre 1946-1947
- Otto Höxtermann : août-septembre 1947
- Willy Tillmann : octobre-novembre 1947
- Robert Fuchs (2) : novembre 1947-novembre 1950
- Christian Bieritz : décembre 1950
- Paul Slopianka-Hoppe : janvier 1951-1951
- Emil Izsó : 1951-1952
- Helmut Kronsbein (1) : 1952-1957
- Kuno Klötzer : 1957-1958
- Fritz Silken : 1958-1959
- Günter Grothkopp : 1959-décembre 1961
- Hannes Kirk (1) : janvier 1962-1962
- Heinz Lucas : 1962-1963
- Helmut Kronsbein (2) : 1963-avril 1966
- Hannes Kirk (2) : avril 1966-1966
- Horst Buhtz : 1966-février 1968
- Karl-Heinz Mülhausen : février 1968-1968
- Zlatko Čajkovski : 1968-décembre 1969
- Rolf Paetz : décembre 1969
- Hans Pilz : janvier 1970-1970
- Helmuth Johannsen : 1970-novembre 1971
- Hans Hipp : novembre 1971-février 1973
- Hannes Baldauf (1) : mars 1973-mars 1974
- Helmut Kronsbein (3) : mars 1974-janvier 1976
- Hannes Baldauf (2) : janvier-décembre 1976
- Helmut Kronsbein (4) : décembre 1976-1978
- Anton Burghardt : 1978-1979
- Diethelm Ferner : 1979-novembre 1982
- Gerd Bohnsack : novembre 1982-octobre 1983
- Werner Biskup : octobre 1983-novembre 1985
- Jürgen Rynio : novembre 1985-janvier 1986
- Jörg Berger : janvier-mars 1986
- Helmut Kalthoff : mars 1986-1986
- Jürgen Wähling : 1986-septembre 1988
- Hans Siemensmeyer : septembre 1988-mars 1988
- Reinhard Saftig : mars 1989-1989
- Slobodan Čendić : 1989-septembre 1989
- Bernd Laube : septembre 1989
- Michael Krüger : septembre 1989-septembre 1990
- Hans-Dieter Schmidt (intérim) : septembre-octobre 1990
- Michael Lorkowski : octobre 1990-1992
- Eberhard Vogel : 1992-novembre 1993
- Rolf Schafstall : novembre 1993-octobre 1994
- Stefan Mertesacker (intérim) : octobre-novembre 1994
- Peter Neururer (1) : novembre 1994-mai 1995
- Miloš Đelmaš (intérim) : mai 1995-1995
- Egon Coordes : 1995-mars 1996
- Jürgen Stoffregen : mars 1996-1996
- Reinhold Fanz : 1996-décembre 1998
- Franz Gerber : janvier 1999-1999
- Branko Ivanković : 1999-février 2000
- Horst Ehrmantraut : février 2000-avril 2001
- Stanislav Levý (intérim) : avril 2001-2001
- Ralf Rangnick : 2001-mars 2004
- Ewald Lienen : mars 2004-novembre 2005
- Peter Neururer (2) : novembre 2005-août 2006
- Michael Schjønberg (intérim) : août-septembre 2006
- Dieter Hecking : septembre 2006-août 2009
- Andreas Bergmann : août 2009-janvier 2010
- Mirko Slomka : janvier 2010-décembre 2013
- Tayfun Korkut : décembre 2013-avril 2015
- Michael Frontzeck : avril-décembre 2015
- Thomas Schaaf : janvier-avril 2016
- Daniel Stendel : avril 2016-mars 2017
- André Breitenreiter : mars 2017- 27 janvier 2019
- Thomas Doll : 27 janvier 2019 - 28 mai 2019
- Mirko Slomka : 1 juillet 2019 - 3 novembre 2019[4]
- Kenan Kocak : 14 novembre 2019 - 26 mai 2021
- Jan Zimmermann  : 21 juin 2021 - 29 novembre 2021
- Christoph Dabrowski : 1er décembre 2021 -

### Staff
| Nom               | Nationalité | Fonction               |
| ----------------- | ----------- | ---------------------- |
| Stefan Leitl      |             | Entraineur             |
| Lars Barlemann    |             | Entraineur Adj.        |
| Andre Mijatović   |             | Entraineur Adj.        |
| Michael Ratajczak |             | Entraineur de gardiens |
| Markus Böker      |             | Entraîneur Athlétique  |
| Felix Sunkel      |             | Entraîneur Athlétique  |

### Joueurs

#### Joueurs formés au club
- Per Mertesacker
- Timo Ochs
- Frank Pagelsdorf

#### Joueurs célèbres passés à Hanovre
- Waldemar Anton
- Gerald Asamoah
- Maximilian Beier
- Leonardo Bittencourt
- Fredi Bobic
- Marvin Ducksch
- Robert Enke
- Michael Esser
- Niclas Füllkrug
- Marcel Halstenberg
- Timo Hübers
- Jupp Heynckes
- Sebastian Kehl
- Per Mertesacker
- Jürgen Milewski
- Michael Tarnat
- Gerhard Tremmel
- Dieter Schatzschneider
- Lars Stindl
- Marius Wolf
- Ron-Robert Zieler
- Altin Lala
- Sergej Barbarez
- Jonathas
- Kléber
- Marcelo
- Walace
- Mohammadou Idrissou
- Didier Ya Konan
- Arouna Koné
- Jan Šimák
- Jiří Štajner
- Valérien Ismaël
- Allan Saint-Maximin
- Szabolcs Huszti
- Ádám Szalai
- Vahid Hashemian
- Hiroki Sakai
- Valmir Sulejmani
- Arnold Bruggink
- Mohammed Abdellaoue
- Sérgio Pinto
- Gheorghe Popescu
- Mame Biram Diouf
- Salif Sané
- Ihlas Bebou
- Karim Haggui
- Mevlüt Erdinç
- Steve Cherundolo
- Clint Mathis
- Aleksandr Borodiouk
- Josip Skoblar

### Effectif actuel
| N° | Nat.                       | Poste | Nom du joueur                                     |
| -- | -------------------------- | ----- | ------------------------------------------------- |
| 1  | Drapeau de l'Allemagne     | G     | Ron-Robert Zieler (capitaine)                     |
| 2  | Drapeau de l'Angleterre    | D     | Josh Knight                                       |
| 3  | Drapeau de l'Allemagne     | D     | Boris Tomiak                                      |
| 4  | Drapeau de l'Allemagne     | D     | Kenneth Schmidt (en prêt du SC Freiburg)          |
| 5  | Drapeau de l'Allemagne     | D     | Phil Neumann                                      |
| 6  | Drapeau de l'Allemagne     | M     | Fabian Kunze                                      |
| 7  | Drapeau de l'Allemagne     | A     | Jessic Ngankam (en prêt de l'Eintracht Frankfurt) |
| 8  | Drapeau de l'Allemagne     | M     | Enzo Leopold                                      |
| 9  | Drapeau de l'Allemagne     | A     | Nicolò Tresoldi                                   |
| 10 | Drapeau de l'Allemagne     | M     | Jannik Rochelt                                    |
| 11 | Drapeau de la Corée du Sud | M     | Lee Hyun-ju (en prêt du Bayern Munich II)         |
| 13 | Drapeau de l'Allemagne     | M     | Max Christiansen                                  |
| 14 | Drapeau du Liban           | A     | Husseyn Chakroun                                  |
| 15 | Drapeau de l'Allemagne     | M     | Noël Aséko Nkili (en prêt du Bayern Munich II)    |
| 16 | Drapeau de la Norvège      | A     | Håvard Nielsen                                    |

| No. | Nat.                      | Position | Nom du joueur                        |
| --- | ------------------------- | -------- | ------------------------------------ |
| 17  | Drapeau de la Pologne     | D        | Bartłomiej Wdowik (en prêt de Braga) |
| 19  | Drapeau de l'Allemagne    | M        | Eric Uhlmann                         |
| 20  | Drapeau de l'Allemagne    | D        | Jannik Dehm                          |
| 21  | Drapeau du Japon          | D        | Sei Muroya                           |
| 23  | Drapeau de l'Allemagne    | D        | Marcel Halstenberg                   |
| 25  | Drapeau de l'Allemagne    | M        | Lars Gindorf                         |
| 28  | Drapeau de l'Allemagne    | M        | Montell Ndikom                       |
| 29  | Drapeau de la Suède       | M        | Kolja Oudenne                        |
| 30  | Drapeau de l'Allemagne    | G        | Leo Weinkauf                         |
| 32  | Drapeau de l'Allemagne    | A        | Andreas Voglsammer                   |
| 35  | Drapeau de l'Allemagne    | G        | Leon-Oumar Wechsel                   |
| 37  | Drapeau de l'Allemagne    | D        | Brooklyn Ezeh                        |
| 38  | Drapeau de l'Allemagne    | A        | Thaddäus-Monju Momuluh               |
| 40  | Drapeau du pays de Galles | A        | Rabbi Matondo (en prêt des Rangers)  |